# عقلية القطيع
عقلية القطيع هي الميل السلوكي عند الأفراد لاتباع رأي الجماعة التي ينتمون إليها. ومن مظاهرها ضعف فردانية.